# سينثيا روثروك
سينثيا روثروك (بالإنجليزية: Cynthia Rothrock)‏ هي لاعبة كاراتيه ولاعبة تايكوندو وممثلة أمريكية، ولدت في 8 مارس 1957 بويلمنغتون في الولايات المتحدة.

## وصلات خارجية
- سينثيا روثروك على موقع IMDb (الإنجليزية)
- سينثيا روثروك على موقع روتن توميتوز (الإنجليزية)
- سينثيا روثروك على موقع ألو سيني (الفرنسية)
- سينثيا روثروك على موقع أول موفي (الإنجليزية)
- سينثيا روثروك على موقع قاعدة بيانات الأفلام السويدية (السويدية)
- سينثيا روثروك على موقع إن إن دي بي (الإنجليزية)
- سينثيا روثروك على موقع ديسكوغز (الإنجليزية)
- سينثيا روثروك على موقع قاعدة بيانات الفيلم (الإنجليزية)
- سينثيا روثروك على موقع كينوبويسك (الروسية)